# Szökés (bűntett)
A szökés (más néven dezertálás) a katonai bűncselekményeken belül a szolgálati bűncselekmények csoportjába tartozó bűntett, az az eset, amikor egy szolgálatban lévő katona önkényesen elhagyja szolgálati helyét vagy ott egyáltalán nem jelenik meg, illetve katonai szolgálatait önkényesen abbahagyja.

## Hatályos magyar szabályozás
A hatályos magyar Büntető Törvénykönyv (2012. évi C. törvény) 434. §-a szól a szökésről: 
Aki abból a célból, hogy katonai szolgálatának teljesítése alól végleg kivonja magát, szolgálati helyét önkényesen elhagyja, vagy attól távol marad, bűntett miatt három évig terjedő szabadságvesztéssel büntetendő.
A büntetés egy évtől öt évig terjedő szabadságvesztés, ha a szökést
a) fegyveresen,
b) csoportosan,
c) fontos szolgálat teljesítése közben vagy a szolgálat felhasználásával,
d) személy elleni erőszak alkalmazásával vagy
e) külföldre
követik el.
Öt évtől tizenöt évig terjedő szabadságvesztéssel büntetendő, aki a (2) bekezdés a)-c) pontjában meghatározott módon külföldre szökik, illetve aki a szökést háború idején vagy megelőző védelmi helyzetben követi el.
Aki a (2) bekezdésben meghatározott szökésre irányuló előkészületet követ el, vétség miatt egy évig, a (3) bekezdésben meghatározott esetben bűntett miatt egy évtől öt évig terjedő szabadságvesztéssel büntetendő.
Korlátlanul enyhíthető a szökés elkövetőjének büntetése, ha a hatóságnál harminc napon belül önként jelentkezik. A határidőbe a szökés napja nem számít bele.

## A korábbi magyar törvényi szabályzás
Az 1978. évi IV. törvény 343. §-a szerint
Aki abból a célból, hogy katonai szolgálatának teljesítése alól kivonja magát, szolgálati helyét önkényesen elhagyja vagy attól távol marad, bűntettet követ el, és egy évtől öt évig terjedő szabadságvesztéssel büntetendő.
A büntetés két évtől nyolc évig terjedő szabadságvesztés, ha a szökést
a) fegyveresen,
b) csoportosan,
c) fontos szolgálat teljesítése közben vagy a szolgálat felhasználásával,
d) személy elleni erőszak alkalmazásával
követik el.
5 évtől 15 évig terjedő szabadságvesztéssel büntetendő, aki külföldre szökik.
10 évtől 15 évig terjedő, vagy életfogytig tartó szabadságvesztéssel büntetendő, aki a (2) bekezdés a)-c) pontjában meghatározott módon külföldre szökik, vagy a szökést háború idején követi el.
Aki a (2) vagy a (3) bekezdésben meghatározott szökésre irányuló előkészületet követ el, bűntett miatt egy évtől öt évig, háború idején öt évtől tíz évig terjedő szabadságvesztéssel büntetendő.
A szökés elkövetőjének a büntetése korlátlanul enyhíthető, ha a hatóságnál önként jelentkezik.